# Хода (фільм)
«Хода» («Tread») — американський документальний фільм 2019 року режисера Пола Солета. Прем'єра відбулася на кінофестивалі «South by Southwest» у березні 2019 року та в обмежених кінотеатрах та на Netflix 28 лютого 2020 року

## Синопсис
Американський зварювальник Марвін Джон Гімеєр вершить відплату з таємно укріпленим бульдозером, що складається зі сталі та бетону, після сварки з жителями маленького містечка Гренбі, штат Колорадо.

## Сприйняття
Фільм отримав позитивну оцінку та отримав рейтинг схвалення 90 %, на основі 10 відгуків на Rotten Tomatoes.